# Ath Aissa Mimoun
Ath Aissa Mimoun é uma cidade e comuna localizada na província de Tizi Ouzou, Argélia. Em 2008, sua população era de 20 268 habitantes.